# Hilophyllus martinezi
Hilophyllus martinezi es una especie de coleóptero de la familia Lucanidae.

## Distribución geográfica
Habita en Chile.